# Janislav
Janislav je moško osebno ime.

## Izvor imena
Ime Janislav je različica imena Janez.

## Pogostost imena
Po podatkih Statističnega urada Republike Slovenije je bilo na dan 31. decembra 2007 v Sloveniji število moških oseb z imenom Janislav: 26.